# Кингстон (Джорджия)
Кингстон (англ. Kingston) — город в округе Бартоу в северной части штата Джорджия (США); расположен практически посередине между Ромом и Картерсвиллом. По данным переписи 2020 года, население составляло 722 человека.

## История
Кингстон был назван в честь Джона Пендлтона Кинга — адвоката, бизнесмена и политика, но неизвестно когда, кем и при каких обстоятельствах это наименование было присвоено.

### Довоенные годы

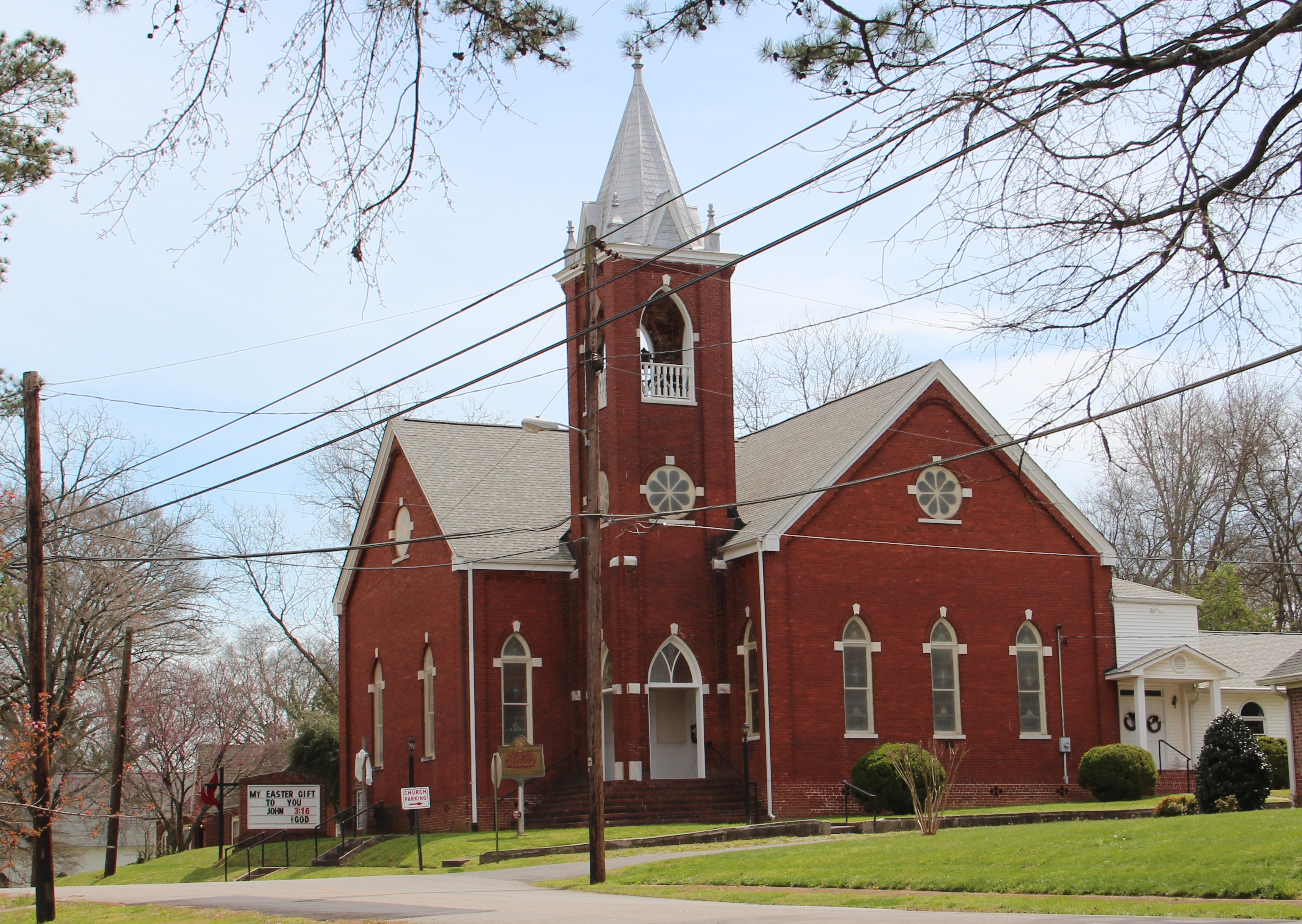
Кингстонская методистская церковь

Несколько тысяч лет назад территорию будущего города заселили индейцы, последним племенем из которых были чероки. Чероки занимались сельским хозяйством и торговлей, а также добычей селитры, которая использовалась для получение пороха; в период Англо-американской войны индейцы торговали селитрой с обеими воюющими сторонами. В результате шестой земельной лотереи в 1832 году сюда пришли белые люди, а в 1838 году чероки были депортированы.
Через будущий Кингстон прошла дорога (нынешнее шоссе 293), по которой ездили дилижансы, а вокруг появились гостиницы, служившие местом отдыха для туристов, желающих посетить близлежащие источники. Однако селиться люди предпочитали в общине Коннасина (Connaseena), расположенной в миле к западу, в которой в 1845 году появились почтовое отделение и методистская церковь. Всё изменилось, когда в 1847 году вдоль шоссе прошла железная дорога, которая в перспективе должна была связать Атланту — столицу Джорджии, с Чаттанугой — крупным речным портом. По мере завершения строительства железной дороги поселенцы стали больше обращать внимания на общину, получившую название Кингстон, как новый центр местной хлопковой торговли, поэтому постепенно в течение нескольких последующих лет из Коннасины переехали почтовое отделение и церковь. В декабре 1849 года было завершено строительство железнодорожной ветки на Ром, которая в Кингстоне соединилась с основной магистралью штата, а в самом Роме по реке Куса было открыто пароходное сообщение. Всё это превратило Кингстон в крупную узловую станцию, играющую ключевую роль в распределении грузов в северо-западной Джорджии, а также дало новые рабочие места, что позволило привлечь новых поселенцев.
Хотя в начале репутация Кингстона была низкой, однако она скоро исправилась, а население стало стремительно расти. Если в 1849 году в нём проживали около 100 человек, то в 1852 году уже 1169. Это был крупный рынок хлопка, а также летний курорт; в нём насчитывалось 40 торговых домов, 4 церкви и 4 гостиницы, которые преимущественно находились на западной стороне от Западно-Атлантической дороги, делившей общину пополам. В 1860 году Кингстон посетил кандидат в президенты Стивен Дуглас и по разным оценкам его речь пришли послушать около десятка тысяч человек.

### Гражданская война
С началом Гражданской войны многие жители Кингстона записались в армию Конфедерации, а в самой общине благодаря наличию железнодорожного узла разместился центр снабжения; также группа неравнодушных женщин открыла первый Конфедеративный госпиталь, известный также как «Дом на обочине» (Wayside Home), в котором за годы войны прошли лечение десять тысяч солдат, 250 из которых похоронены на местном конфедеративном кладбище.
12 апреля 1862 года станция Кингстон сыграла ключевую роль в событии, известном как «Великая паровозная гонка». В то утро на станцию прибыл поезд всего из трёх грузовых вагонов, ведомых паровозом «Генерал», который якобы вёз боеприпасы для Борегара. В действительности ранее в Биг-Шанти этот состав был захвачен группой из двадцати шпионов-северян под руководством Джеймса Эндрюса, которые намеревались разрушить Западно-Атлантическую железную дорогу, что должно было помочь армии Севера захватить Чаттанугу. План рейдеров был достаточно дерзким и хорошо продуманным, однако именно в Кингстоне он дал осечку, так как здесь в легенду Эндрюса не поверил Урия Стефенс (Uriah Stephens) — дежурный местного депо и по совместительству почтмейстер. Стефенс стал препятствовать отправлению подозрительного состава, который в итоге был вынужден пропустить три встречных грузовых поезда и смог отправиться только спустя 65 минут. Через 4 минуты после его отправления на станцию прибыл паровоз «Иона», на котором прибыл Уильям Фуллер со своими людьми, преследовавшие «Генерала». Из-за того, что пути на станции были заблокированы встречными поездами, Фуллер с напарниками пересели на пассажирский поезд из Рома, ведомый паровозом «Уильям Смит», и продолжили погоню уже на нём. Позже в своём письме от 27 марта 1863 года Главный судья Холт назвал именно задержку в Кингстоне основной причиной провала «рейда Эндрюса», так как она лишила рейдеров необходимого для диверсий запаса времени.
В ходе битвы за Атланту движущийся вдоль Западно-Атлантической дороги генерал Шерман 18 июня вошёл в Кингстон, ожидая дать бой генералу Джонстону, не зная что последний на самом деле переместился на восток в Кассвилл; расположенный в общине госпиталь при этом был заранее эвакуирован, а затем занят федератами. Отдохнув в течение нескольких дней, стотысячная армия Шермана направилась на юг к Далласу, тем самым свернув с железной дороги. В течение нескольких последующих месяцев силы обеих сторон встречались в районе Кингстона около 8 раз. 2 ноября 1864 года Шерман вернулся в Кингстон и именно в нём утвердил свой «марш к морю», в который выдвинулся 12 ноября.
12 мая 1865 года в Кингстоне от 3 до 4 тысяч солдат-конфедератов во главе с генералом Уоффордом сдались в плен федеральному генералу Джуда — это были последние находившиеся к востоку от Миссисипи войска Конфедерации. С 23 апреля 1865 года женщины общины ежегодно отмечают День памяти конфедератов, когда украшают цветами на местном кладбище могилы павших в гражданской войне.

### Послевоенные годы

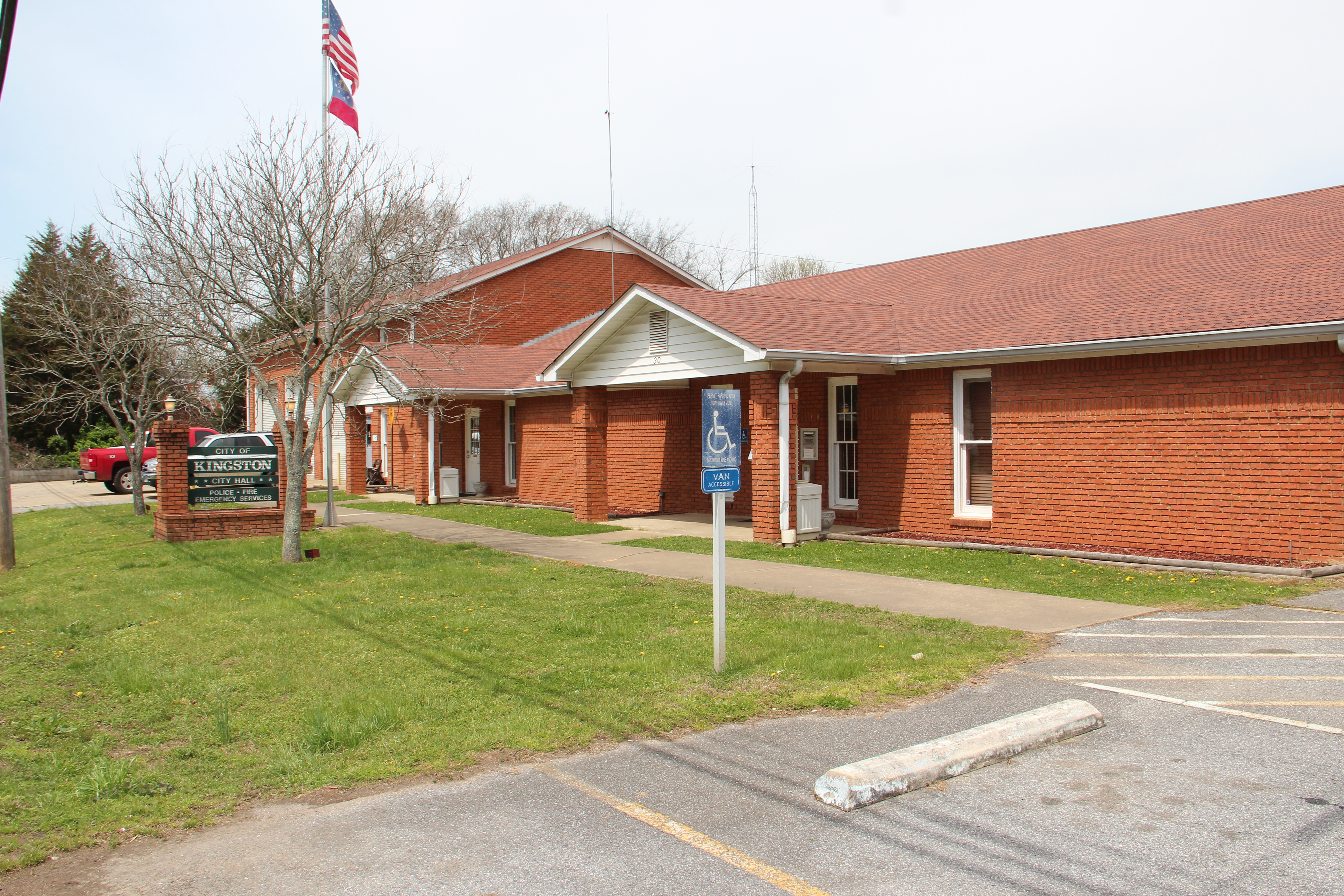
Городская ратуша

В период Гражданской войны многие здания Кингстона были разрушены, однако расположение на железной дороге позволило быстро восстановить инфраструктуру, в том числе отстроить деловой район в северной части. Здесь расположился центр распределения продовольственной помощи, а уцелевшие церкви привлекали прихожан из Атланты. 19 ноября 1869 года Кингстон официально получил статус города и в нём появилась городская ратуша. В марте 1911 года в деловом районе вспыхнул крупный пожар, который уничтожил почти все здания, за исключением одного кирпичного строения в восточной части, в котором располагался универмаг; к 1920 году центральная часть была застроена кирпичными зданиями.
Город продолжал процветать до начала Второй мировой, когда часть мужчин ушла на фронт; в октябре 1944 года была закрыта железнодорожная ветка на Ром. Рост автомобильного транспорта и снижение доли железнодорожного привёл к снижению привлекательности Кингстона, а построенная в 1970-х государственная автомагистраль I-75 прошла в 11 милях (18 км) к востоку от него.

## Достопримечательности

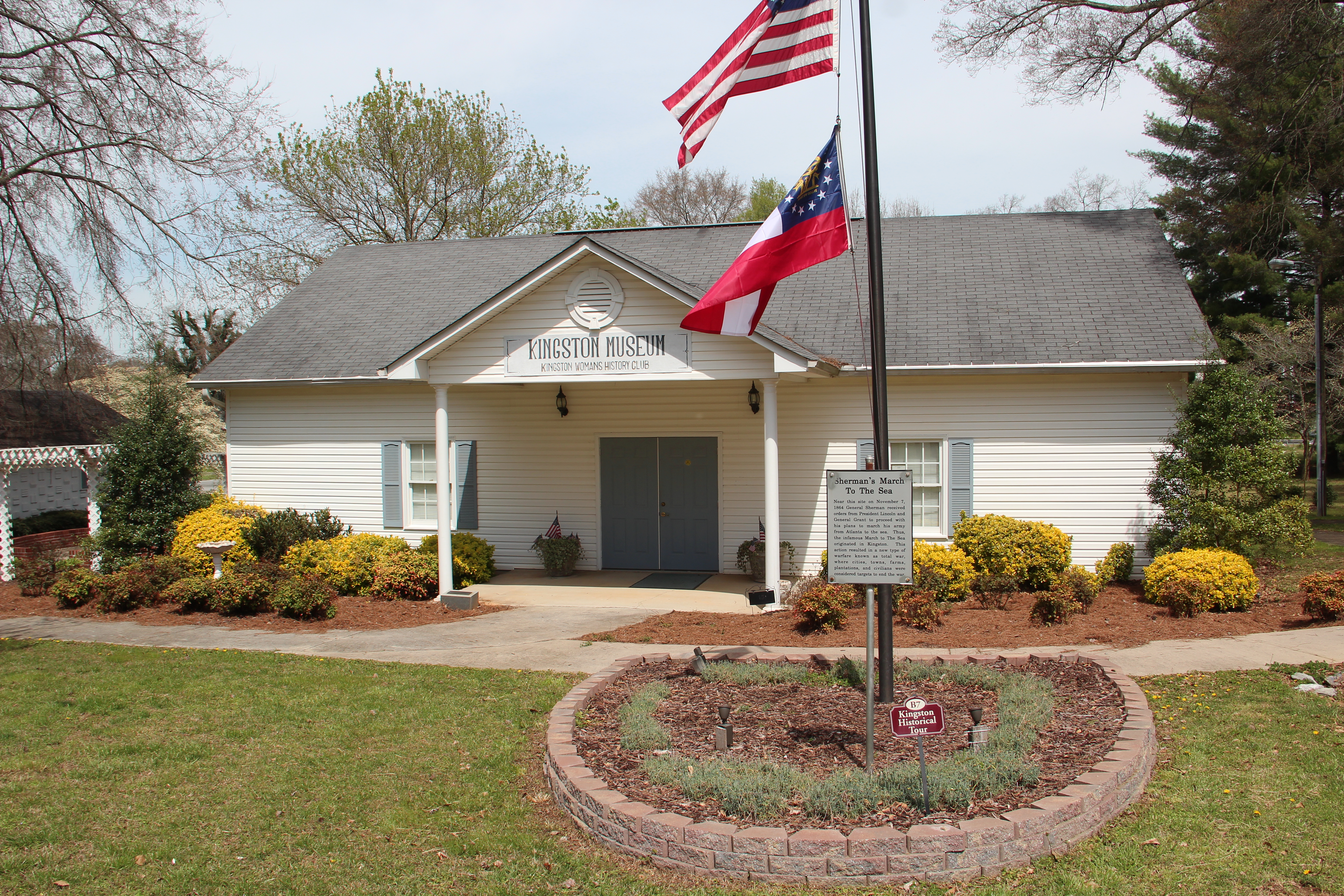
Музей истории женщин Кингстона

- Кингстонская селитровая пещера[англ.] — расположена к югу от города и использовалась для добычи селитры; закрыта для публичного доступа.
- Музей истории женщин Кингстона (Kingston Woman's History Museums)[11]
- Кингстонский конфедеративный музей (Kingston Confederate Museum)[11]
- Кингстонская методистская церковь (Kingston Methodist Church) — изначально была образована в 1845 году в Коннасине; в 1854 году отстроена в Кингстоне.
- Старая македонская церковь (Old Macedonia Church) — образована в 1847 году.

Также в церкви Кингстона был освящён памятник Мелвинии Шелдс (Melvinia Shields) — пра-пра-прабабушки Мишель Обамы; 26 июня 2012 года данный памятник был установлен в Рексе.